# 皮卡德 (印第安納州)
皮卡德（英語：Pickard）是位於美國印地安納州克林頓縣的一個非建制地區。該地的面積和人口皆未知。

## 地理
皮卡德的座標為40°13′23″N 86°15′41″W / 40.22306°N 86.26139°W，而該地的平均海拔高度為283米（即928英尺）。